# Колере
Колере (італ. Colere) — муніципалітет в Італії, у регіоні Ломбардія,  провінція Бергамо.
Колере розташоване на відстані близько 500 км на північний захід від Рима, 90 км на північний схід від Мілана, 45 км на північний схід від Бергамо.
Населення — 1144 особи (2014).

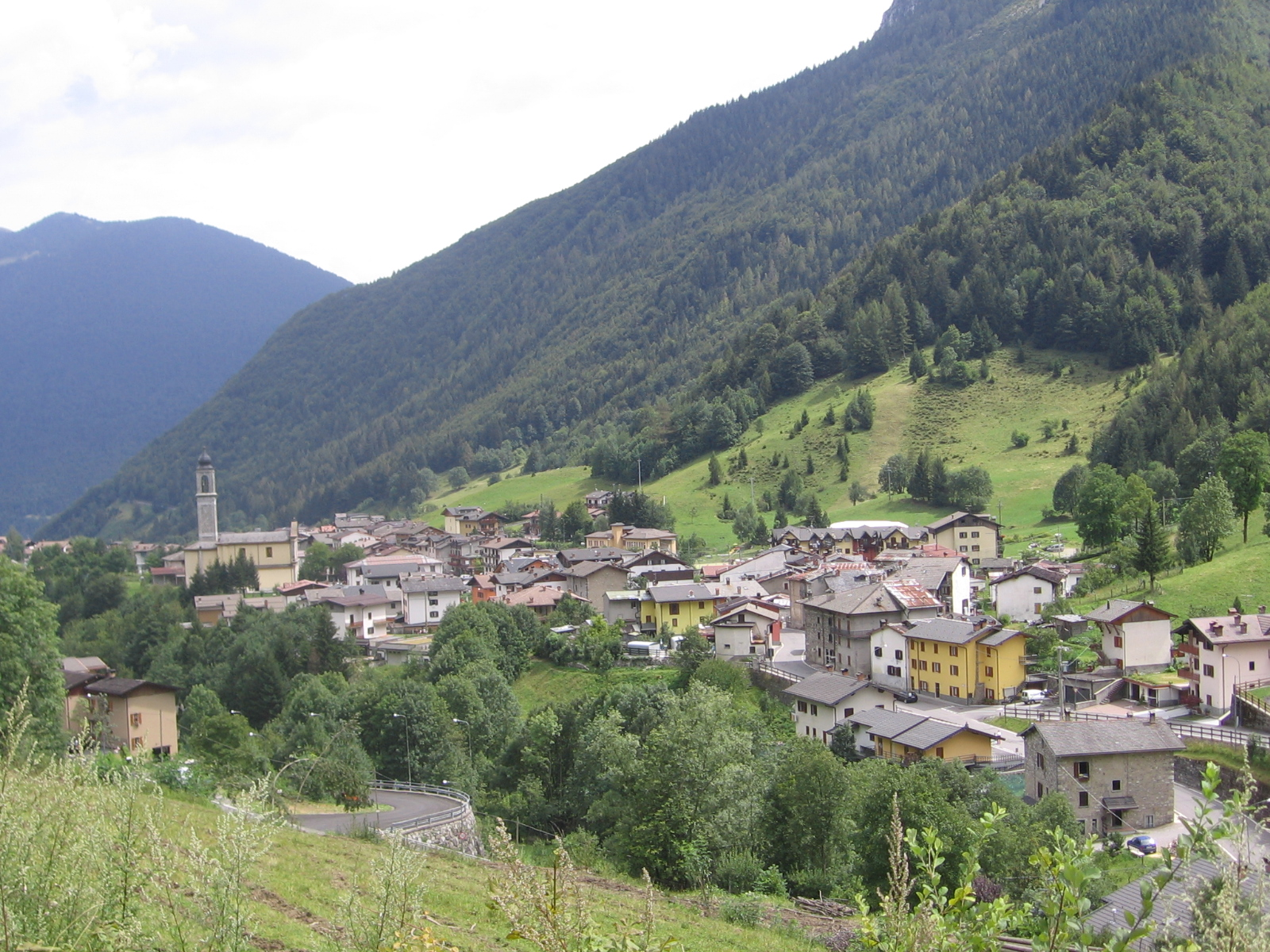

Щорічний фестиваль відбувається 24 серпня. Покровитель — святий Варфоломій Apostolo.

## Демографія
Населення за роками:

Станом на 1 січня 2023 року в муніципалітеті офіційно проживало 19 іноземців з 8 країн, серед них 2 громадяни країн Євросоюзу.

## Сусідні муніципалітети
- Анголо-Терме
- Аццоне
- Кастьоне-делла-Презолана
- Роветта
- Вільміноре-ді-Скальве